# 平山毅
平山 毅（ひらやま つよし）は、日本のエンジニア、実業家。

## 人物・経歴
東京都立日比谷高等学校卒業。東京理科大学理工学部卒業。同学SunSiteユーザーで電子商取引を研究。早稲田大学大学院経営管理研究科ファイナンス専攻修了（MBA）、ブロックチェーンファイナンスの研究。北陸先端科学技術大学院大学院でエッジAIの研究。
学生時代より、GMOインターネット、サイバーエージェント、でインターネット技術に親しむ。
新卒で東京証券取引所入社、デリバティブ部門、経営企画部門、先端IT部門に所属。
野村総合研究所、Amazon Web Serivcesでのアーキテクト、コンサルタントを経て、
2016年2月、日本IBM入社。IBM技術部門でAI、ブロックチェーン、アナリティクス、クラウドを担当するリードアーキテクト、
買収したRed Hatアライアンスを行うデジタルイノベーション事業開発部でエバンジェリスト・チーフアーキテクト、
DataAI事業でのデータサイエンティスト、テクノロジーガレージ事業ガレージマネージャー、を経て
クライアントエンジニアリグ事業ファイナンシャルエンジニアリングサービスのチームリーダー。

## 著作
- 「AWS認定ソリューションアーキテクト-アソシエイト問題集」（リックテレコム 、2021年8月10日）
- 「AWS認定ソリューションアーキテクト-プロフェッショナル」（リックテレコム、2020年6月27日）

- 「AWS認定アソシエイト３資格対策」（リックテレコム、2019年6月12日）

- 「〜ブロックチェーンの革新技術〜Hyperledger Fabricによるアプリケーション開発」（リックテレコム、2018年6月13日）

- 「RDB技術者のためのNoSQLガイド」（秀和システム、2016年2月25日）

- 「絵で見てわかるクラウドインフラとAPIの仕組み」（翔泳社、2016年2月18日）

- 「サーバ／インフラ徹底攻略」（技術評論社、2014年11月14日）

- 「絵で見てわかるシステムパフォーマンスの仕組み」（翔泳社、2014年6月21日）